# 박노봉
박노봉(한국 한자: 朴魯鳳, 1961년 6월 19일~)은 대한민국의 전직 축구 선수이다. 현역 시절 포지션은 수비수이다.

## 선수 경력
박노봉은 1985시즌을 앞두고 대우 로얄즈에 입단했다. 1985년 6월 19일 현대 호랑이와의 경기에서 K리그 데뷔골을 기록했다.
1986 시즌에도 20경기에 출전하며 현대의 주전 수비수로 활약했고 시즌 종료 후 K리그 베스트 11에 선정되었다.

## 수상

### 개인
- K리그 베스트 11: 1986